# Andrew R. George
Andrew R. George (nascido em 1955) é um acadêmico britânico mais conhecido por sua edição e tradução da Epopéia de Gilgamesh. Andrew George é professor de Acadiano, Departamento de Línguas e Culturas do Oriente Próximo e Oriente Médio da Escola de Estudos Orientais e Africanos da Universidade de Londres.

## Biografia
Andrew George estudou Assiriologia na Universidade de Birmingham (1973–79). Em 1985, ele apresentou sua tese de doutorado, Textos Topográficos Babilônicos, na Universidade de Londres, sob a direção do Professor Wilfred G. Lambert. Desde 1983, é professor de língua e literatura acadiana e suméria na Escola de Estudos Orientais e Africanos (SOAS) da Universidade de Londres. Depois, começou a ensinar língua e literatura babilônicas naquela universidade.
Seu livro mais conhecido é uma tradução de The Epic of Gilgamesh para Penguin Classics (2000).
Ele foi eleito Membro Honorário da American Oriental Society (2012). Ele é ex-professor visitante da Universidade de Heidelberg (2000), membro do prestigiado Instituto de Estudos Avançados de Princeton (2004-2005) e pesquisador associado da Universidade de Rikkyo, Tóquio (2009).

## Livros
- House Most High: The Temples of Ancient Mesopotamia (Mesopotamian Civilizations, Vol 5), Eisenbrauns, 1993, ISBN 0-931464-80-3
- The Epic of Gilgamesh: A new translation, 228pp, Penguin Classics (UK), (2000) ISBN 0-14-044721-0.
- The Babylonian Gilgamesh Epic: Critical Edition and Cuneiform Texts, 996pp, Oxford University Press (England) (2003) ISBN 0-19-814922-0.
- Babylonian Literary Texts (2009), Cuneiform Royal Inscriptions (2011), Babylonian Divinatory Texts (2013) and Assyrian Archival Documents in the Schøyen Collection (2017), Capital Decisions Ltd.

## Revistas
- Durante dezessete anos, Andrew R. George foi co-editor da revista arqueológica Iraq (1994-2011).